# Noctilio
Famille
Genre
Noctilio est un genre de chauve-souris qui comprend deux espèces actuelles et une espèce fossile, piscivores. C'est le seul genre de la famille des Noctilionidae.

## Description et mode de vie
Un Noctilion possède un museau pointu, de grandes bajoues et les lèvres charnues, ce qui lui vaut parfois le surnom de chauve-souris bouledogue. Les mâles sont roux vif et les femelles brun terne. Les deux sexes ont des rayures sur le dos. Les ailes du Noctilion lui arrivent au milieu du genou.
La chauve-souris Noctilion présente la particularité d'être piscivore,, ce qui en fait un cas exceptionnel parmi les chiroptères. Elle vole les pattes sous la surface de l'eau, griffes en avant, gardant ses ailes courtes au sec. Elle ne cherche pas à repérer les poissons grâce à l'écholocalisation mais pêche dans les zones riches en poissons de surface. Lorsqu'elle touche un poisson, elle le saisit, le porte à sa bouche et le tue d'un claquement de mâchoire, avant de le stocker dans ses bajoues et de la mâcher plus longuement. Un Noctilion peut pêcher entre 30 et 40 poissons par nuit.
Il n'est cependant pas exclusivement piscivore et peut manger des insectes, comme les autres chauve-souris. Plusieurs rapporteurs notent que le Noctilion qui mange des poissons à une odeur bien plus désagréable qu'un individu nourri aux insectes.

## Liste d'espèces
- Noctilio albiventris (Desmarest, 1818) - Petit noctilion
- Noctilio leporinus (Linnaeus, 1758) - Grand Noctilion[6], ou noctilion pêcheur, ou noctilion bec de lièvre.

Selon Catalogue of Life (11 juillet 2014) et ITIS (11 juillet 2014) :
- Noctilio albiventris Desmarest, 1818
- Noctilio leporinus (Linnaeus, 1758)

Selon Mammal Species of the World (version 3, 2005)  (11 juillet 2014) :
- sous-genre Noctilio (Dirias)
  - Noctilio albiventris
    - sous-espèce Noctilio albiventris albiventris
    - sous-espèce Noctilio albiventris cabrerai
    - sous-espèce Noctilio albiventris minor
- sous-genre Noctilio (Noctilio)
  - Noctilio leporinus
    - sous-espèce Noctilio leporinus leporinus
    - sous-espèce Noctilio leporinus mastivus
    - sous-espèce Noctilio leporinus rufescens

Selon Paleobiology Database (11 juillet 2014) :
- Noctilio albiventris
- Noctilio lacrimaelunaris
- Noctilio leporinus